# Тассо, Анри
Анри Тассо (фр. Henri Tasso; 8 октября 1882, Марсель — 12 февраля 1944, Аллош) — французский государственный и политический деятель. Член Французской секции Рабочего интернационала. С 1935 по 1939 год занимал должность мэра Марселя. С 1924 по 1938 год был членом Национального собрания и Сената с 1938 по 1945 год.

## Биография
Родился 8 октября 1882 года в Марселе. Его родители, Мишель-Теодор Тассо и Доминик Эузеби Мари Монтефрестини, были итальянскими иммигрантами во Франции.
Член Французской секции Рабочего интернационала (SFIO), также был членом Национального собрания с 1924 по 1938 год. Поддерживал натурализацию итальянских иммигрантов, даже тех, кто был беден и без работы.
С 1935 по 1939 год занимал должность мэра Марселя от Французской секции Рабочего интернационала. 8 октября 1938 года в результате пожара сгорел универмаг Les Nouvelles Galeries на Канебьере. Вскоре после этого он был уволен. Были мнения, что его уволили из-за ненадлежащего управления финансами и чрезмерного найма муниципальных служащих. С 1938 по 1944 год также был членом Сената.
Был женат на Терезе Гейро. Скончался 12 февраля 1944 года в Аллоше.